# 义和团纪庄子战场
义和团纪庄子战场，为19世纪末20世纪初义和团在天津阻击欲迂回包抄、收复紫竹林法租界的八国联军的战场，位于今天津市河西区黑牛城道与紫金山路、卫津河东岸友谊路街道一带，该遗址目前为天津市文物保护单位。

## 历史
19世纪末20世纪初，义和团运动在当时纪庄子、李七庄、王兰庄和梨园头等村庄兴起，这一带地区是韩以礼率领的“乾”字号义和团的驻守地。1900年7月9日，义和团在此地与八国联军展开激战，在这场激战中，有数千名义和团团民和老百姓牺牲。1982年7月，天津市人民政府在纪庄子桥东侧竖立义和团抗击八国联军纪庄子战场纪念碑，以供后人瞻仰、凭吊